# Aplidiopsis
Aplidiopsis is een geslacht uit de familie Polyclinidae en de orde Aplousobranchia uit de klasse der zakpijpen (Ascidiacea).

## Soorten
- Aplidiopsis amoyense  Tokioka, 1967
- Aplidiopsis atlanticus Monniot F., 1975
- Aplidiopsis chilensis Sanamyan, Schories & Sanamyan, 2010
- Aplidiopsis confluata Kott, 1992
- Aplidiopsis discoveryi Millar, 1960
- Aplidiopsis gelidus Monniot F., 1987
- Aplidiopsis georgianum (Sluiter, 1932)
- Aplidiopsis helenae Redikorzev, 1927
- Aplidiopsis hospitale  (Sluiter, 1909)
- Aplidiopsis indicus Monniot F. & Monniot C., 2006
- Aplidiopsis mammillata Kott, 1992
- Aplidiopsis ocellatus Monniot F. & Monniot C., 1996
- Aplidiopsis pannosum (Ritter, 1899)
- Aplidiopsis parvastigma Monniot C. & Monniot F., 1991
- Aplidiopsis pyriformis (Herdman, 1886)
- Aplidiopsis sabulosa Kott, 1992
- Aplidiopsis stellatus Monniot C. & Monniot F., 1984
- Aplidiopsis tokaraensis Tokioka, 1954
- Aplidiopsis tubiferus Monniot C., Monniot F., Griffiths & Schleyer, 2001
- Aplidiopsis vitreum (Lahille, 1887)

Niet geaccepteerde soorten:
- Aplidiopsis arenosum  Sluiter, 1898 → Polyclinum arenosum (Sluiter, 1898)
- Aplidiopsis jordani Ritter, 1899 → Synoicum jordani (Ritter, 1899)
- Aplidiopsis knipowitschi Redikorzev, 1927 → Synoicum jordani (Ritter, 1899)
- Aplidiopsis macroglossum (Hartmeyer, 1919) → Synoicum macroglossum (Hartmeyer, 1919)
- Aplidiopsis pomum (Sars, 1851) → Synoicum pulmonaria (Ellis & Solander, 1786)
- Aplidiopsis sarsii Huitfeld-Kaas, 1896 → Synoicum pulmonaria (Ellis & Solander, 1786)
- Aplidiopsis sphaeroides  (Hartmeyer, 1909) → Aplidiopsis pannosum (Ritter, 1899)